# Jamie Brewer
Pour les articles homonymes, voir Brewer.
Jamie Dee Brewer est une actrice et mannequin américaine connue pour ses multiples rôles dans la série d'anthologie horrifique American Horror Story.

## Biographie
Brewer est née le 5 février 1985 en Californie aux États-Unis, atteinte du syndrome de Down. Elle commence le théâtre en 1999 en prenant des cours au collège.    
Étant la plus jeune présidente de l'ARC du Fort Bend Chapter, elle a notamment œuvré pour l'abolition du mot « retardé » dans la législation texane, le remplaçant par le terme de « déficient du développement intellectuel ». 

## Carrière
Brewer est surtout connue pour être l'interprète du rôle d'Adelaide Langdon dans la première saison de la série télévisée d'anthologie horrifique American Horror Story surnommée Murder House par les fans. Elle fut diffusée en 2011 sur la chaîne FX.     
« J'ai entendu parler de l'audition pour la série grâce à une amie. Ils cherchaient une jeune femme atteinte du Syndrome de Down qui pourrait jouer la comédie. À ma plus grande surprise, j'eus le rôle. Adelaide est un personnage extrêmement complexe, mais ce qui est le plus dur, c'est d'apprendre à interpréter le rôle d'une personne qui n'est pas toujours acceptée par sa mère et par la société. C'est un véritable challenge, tout cela est nouveau pour moi ».  
Brewer apparaît en suite dans un épisode de Southland diffusé en 2013. La même année, elle est de retour dans American Horror Story pour la troisième saison intitulée Coven. Elle y incarne cette fois ci Nan, une jeune sorcière clairvoyante très mature.     
Il est annoncé au PaleyFest de 2014 que Brewer pourrait être de retour dans la quatrième saison de l'anthologie nommée Freak Show. Cette information est confirmée par le créateur de la série, Ryan Murphy, indiquant même que Brewer serait présente dans deux épisodes. Elle double et joue Marjorie, la poupée du ventriloque Chester Creb qui la voit comme un être humain.     
En février 2015, Brewer devient la première femme atteinte du syndrome de Down à défiler sur le tapis rouge de la Fashion Week de New York, ce qu'elle fit en effet pour la styliste Carrie Hammer. Brewer déclare notamment à ce sujet « Les adolescentes et les jeunes femmes me voient et se disent Eh, si elle peut le faire, alors moi aussi. C'est une véritable source d'inspiration que d'être un modèle pour chaque jeune fille, pour les encourager à être ce qu'elles sont et à le montrer ».     
En juin 2015, Brewer joue dans trois épisodes de la web série Raymond & Lane incarnant un personnage nommé Jamie. En septembre de la même année, elle apparaît dans un épisode de Switched at Birth durant un épisode.
En 2017, l'actrice fait son retour dans la septième saison d'American Horror Story, Cult, dans le rôle mineur de Hedda, membre du groupe féministe de Valerie Solanas, ici interprétée par Lena Dunham, en apparaissant brièvement dans l'épisode 7. La même année, Brewer est également au casting des courts-métrages Whitney's Wedding, où elle interprète le rôle-titre, et Kill Off, où elle prête ses traits au personnage de Sonja.  
En 2018, elle reprend son rôle de Nan dans la huitième saison d'American Horror Story pour 2 épisodes.

## Filmographie

### Cinéma
- 2017 : Whitney's Wedding : Whitney (court-métrage)
- 2017 : Kill Off : Sonja (court-métrage)
- 2019 : My Next Breath (documentaire en post-production)
- 2021 : Cherry d'Anthony et Joe Russo : Shelly

### Télévision
- 2011 : American Horror Story : Adelaide 'Addie' Langdon (6 épisodes)
- 2013 : Southland : Amanda (1 épisode)
- 2013 : American Horror Story: Coven : Nan (9 épisodes)
- 2015 : American Horror Story: Freak Show : Marjorie (2 épisodes)
- 2015 : Raymond & Lane : Jamie (web série, 3 épisodes)
- 2015 : Switched at Birth : L'auxiliaire de vie scolaire (1 épisode)
- 2017 : American Horror Story: Cult : Hedda (1 épisode)
- 2017 : Love You More : Maggie (téléfilm)
- 2018 : American Horror Story: Apocalypse : Nan (2 épisodes)
- 2020 : Grey’s Anatomy : Station 19 : Rose ( Saison 3 épisode 6 )
- 2021 : American Horror Stories : Adelaide 'Addie' Langdon (saison 1, épisode 7)

## Théâtre
- 2018 : Amy and the Orphans : Amy